# 602
602(육백이)는 601보다 크고 603보다 작은 자연수다.

## 수학
- 합성수로, 그 약수는 1, 2, 7, 14, 43, 86, 301, 602이다. 진약수의 합은 454이므로, 602는 부족수다.
- 73번째 쐐기수다. 앞의 쐐기수는 598, 다음 쐐기수는 606이다.
- {\displaystyle 85^{2}-1}은 602로 나누어떨어진다.

## 과학
- NGC 602(영어판): 소마젤란 은하에 있는 산개성단.

## 교통
- 고속도로
  - 유럽 고속도로 602호선: 프랑스 라로셸에서 생트까지 이어지는 유럽 고속도로.
- 기타 도로
  - 602번 지방도: 충청남도 홍성군 홍북읍 대동리에서 예산군 오가면 월곡리까지 이어지는 대한민국의 지방도.
  - 현도 제602호선

## 군사
- U-602(영어판): 제2차 세계 대전에 사용된 나치 독일의 군용 잠수함.

## 문화유산
- 대한민국의 보물 제602호: 이이 수고본 격몽요결

## 기타
- 날짜: 6월 2일
- 연도: 602년, 기원전 602년
- 602 하나호 침몰 사고